# Ulrich Kleiner
Ulrich Kleiner (* 9. Juni 1927 in Thorn; † 2002) war ein deutscher Jurist und Verwaltungsbeamter.

## Leben
Ulrich Kleiner leistete ab 1944 Reichsarbeitsdienst, wurde dann als Soldat eingezogen und nahm am Zweiten Weltkrieg teil, aus dem er nach Gefangenschaft 1949 heimkehrte. Nach dem Abitur nahm er ein Studium der Rechts- und Staatswissenschaften auf, das er 1954 mit dem Ersten Juristischen Staatsexamen abschloss. Danach absolvierte er sein Referendariat, bestand 1958 das Zweite Juristische Staatsexamen und trat im Anschluss als Anwaltsvertreter bzw. -assessor in den Staatsdienst ein. Von 1958 bis 1959 wirkte er als beauftragter Richter beim Sozialgericht Dortmund.
Kleiner war seit 1959 als Regierungsassessor beim Regierungsbezirk Detmold tätig und wurde dort 1962 zum Regierungsrat ernannt. Er wechselte 1963 zum Regierungsbezirk Düsseldorf, 1964 zum Regierungsbezirk Münster und im Oktober 1964 zum Regierungsbezirk Düsseldorf. Ende 1964 wurde er zum Oberregierungsrat, 1966 zum Regierungsdirektor und 1967 zum Leitenden Regierungsdirektor ernannt. 1969 nahm er eine Tätigkeit als Leitender Ministerialrat im Kultusministerium des Landes Nordrhein-Westfalen auf, ehe er 1970 als Ministerialdirigent in die Staatskanzlei wechselte. Kleiner, Mitglied der SPD, amtierte vom 13. Juni 1974 bis 1975 zunächst als Staatssekretär im Ministerium für Bundesangelegenheiten, von 1975 bis 1983 dann als Staatssekretär im Ministerium für Wissenschaft und Forschung und von 1983 bis zu seinem Eintritt in den einstweiligen Ruhestand im Juli 1986 schließlich in gleicher Funktion im Kultusministerium des Landes. Im Zuge der politischen Wende in der DDR betätigte er sich als Aufbauhelfer für die Brandenburgische Landesregierung.